# شبویگان (میشیگان)
شبویگان، میشیگان (به انگلیسی: Cheboygan, Michigan) یک شهر در ایالات متحده آمریکا با جمعیت ۴٬۸۶۷ نفر است که در میشیگان واقع شده‌است.